# Ignaberga
Ignaberga ist eine schwedische Ortschaft (Småort) in der Gemeinde Hässleholm, die zur südschwedischen Provinz Skåne län gehört. Ignaberga liegt am Riksväg 21 (Ilstorp – Härlöv) südöstlich etwa 5 km vom Zentrum Hässleholms entfernt.
Bekannt wurde der Ort durch den Kalksteinabbau. Zwischen 1749 und 1888 wurde am Ortsrand aus einer Tiefe von bis zu zwölf Metern Kalkstein gefördert. Mit Hammer, Meißel und Hacken wurden Kalksteinblöcke ausgebrochen und auf Schubkarren herausbefördert. Durch den Abbau entstanden Grubenbaue mit einer Ausdehnung von insgesamt 20.000 m², in denen eine konstante Temperatur von 8° C herrscht. Von diesem Labyrinth aus Sälen und Gängen, der Tykarpsgrottan, ist etwa die Hälfte von Mai bis September für Besucher zugänglich. Es ist das einzige Schaubergwerk in Schweden, das durch den Kalkabbau entstanden ist, alle anderen Besucherbergwerke waren Erzbergwerke.
In den Hohlräumen wurden 8 verschiedene Fledermausarten  gezählt. Im Ignaberger Kalkstein wurden auch Fossilien, z. B. Seeigel (Echinoidea) gefunden. Anfang der 1980er-Jahre wurden hier Szenen des Filmes Ronja Räubertochter gedreht.

## Galerie

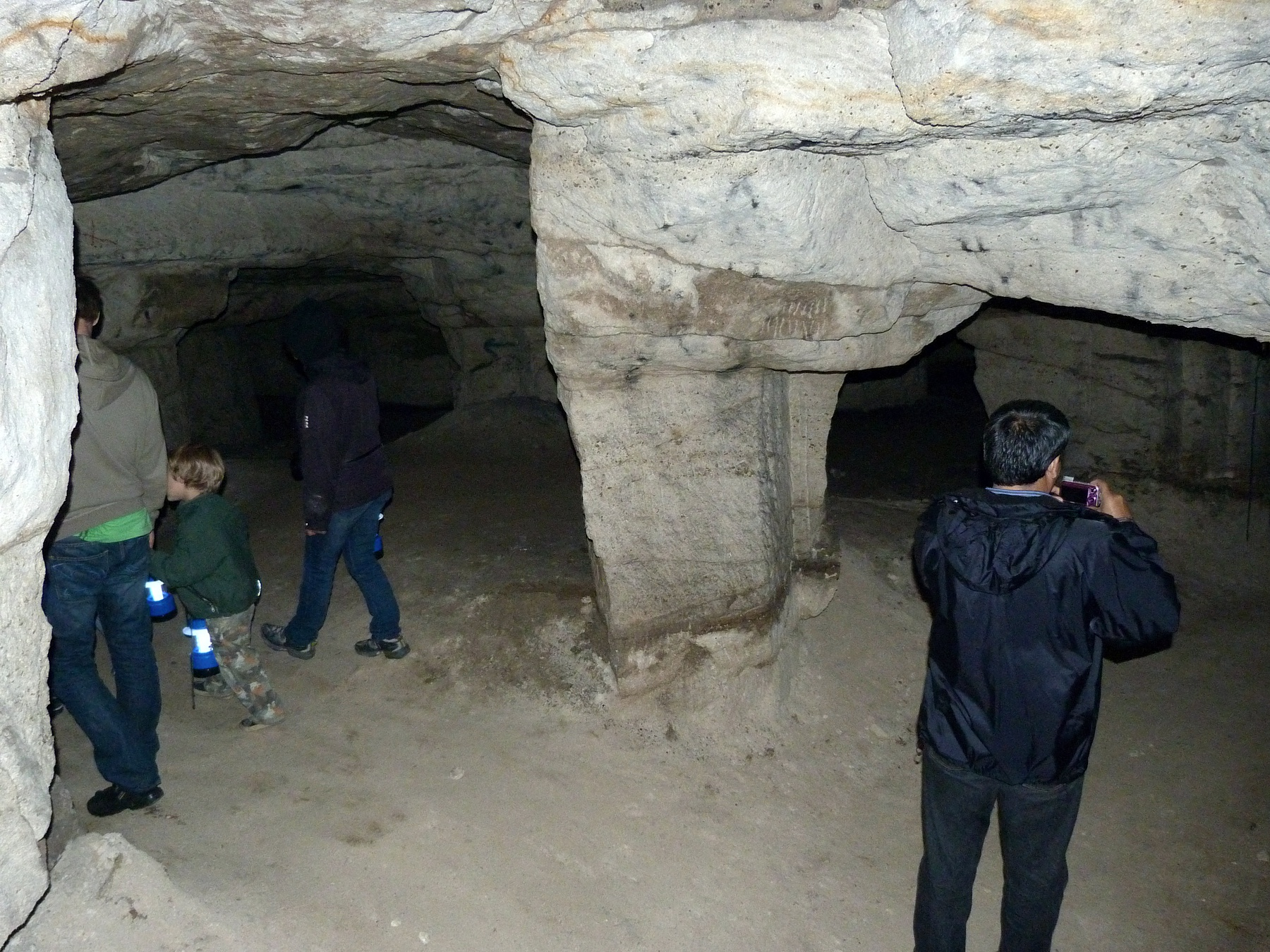
Besucherbergwerk Tykarpsgrottan
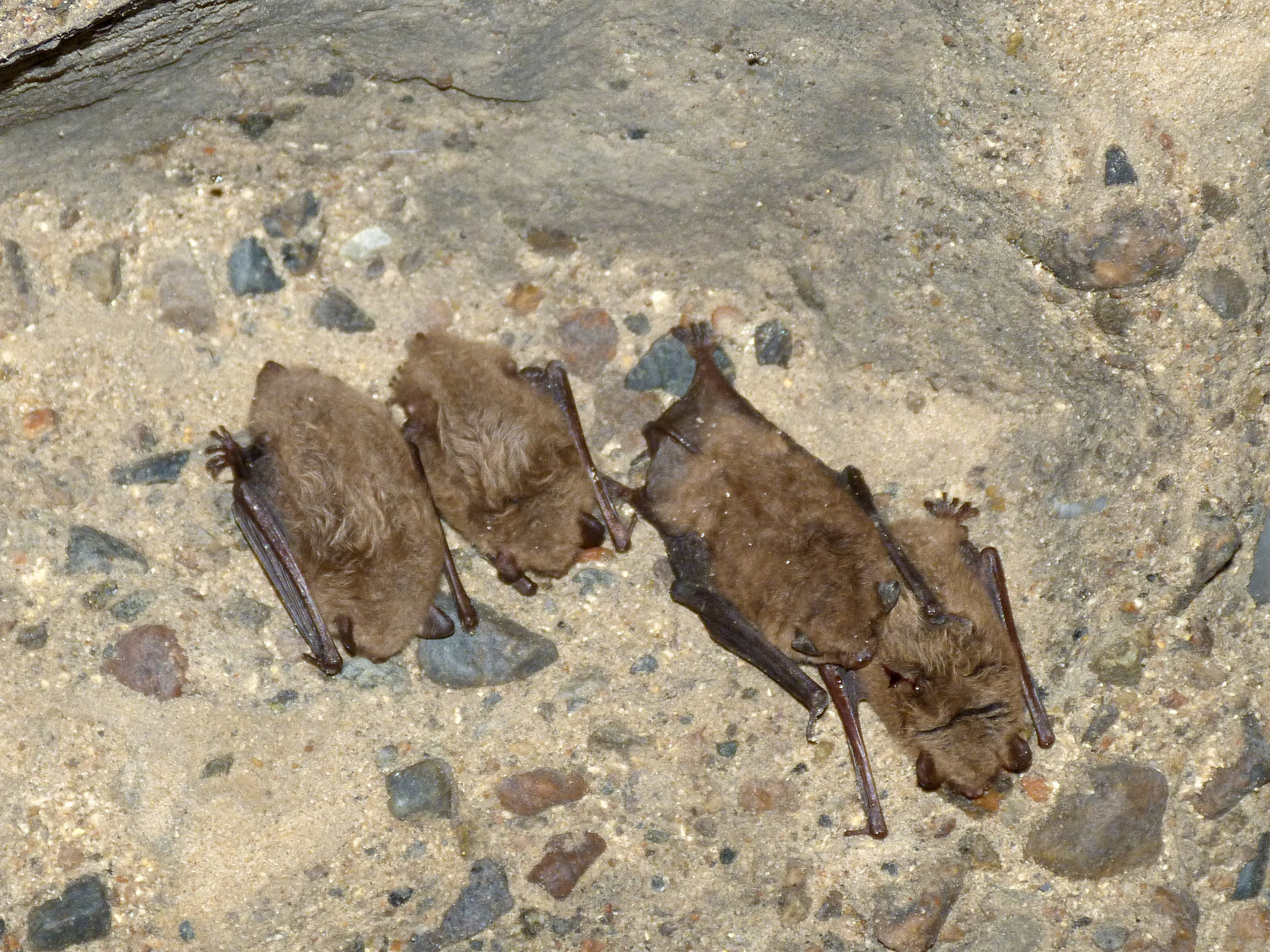
Fledermäuse überwintern in der Grotte